# Haploperla valentinae
Haploperla valentinae är en bäcksländeart som beskrevs av Bill P.Stark och Ignac Sivec 2009. Haploperla valentinae ingår i släktet Haploperla och familjen blekbäcksländor. Inga underarter finns listade i Catalogue of Life.